# Silene fortunei
Silene fortunei är en nejlikväxtart som beskrevs av Roberto de Visiani. Silene fortunei ingår i släktet glimmar, och familjen nejlikväxter. Inga underarter finns listade i Catalogue of Life.